# Skibsklarerergaarden
Skibsklarerergaarden, "Skeppsklarerargården", är ett person- och arbetslivsmuseum i en skyddad byggnad belägen på Strandgade i Helsingör, Danmark. En skeppsklarerare  hanterade pappersarbetet vid Öresundstullen i samband med insamling av skatter och tullavgifter från alla fartyg som passerade genom Öresund. Öresundstullen samlades in periodvis mellan 1429 och 1857. Öresundstullen var en av Danmarks viktigaste inkomstkällor och en viktig framgångsfaktor bakom Helsingörs välstånd under den aktuella tiden. Danmarks äldsta kvarvarande butiksinteriör kan ses direkt innanför entrén till museet, i en lokal inredd som en gammal skeppsfurneraraffär. Byggnaden är också känd som "Rasmussens Gård".

## Historik
Huset är från 1500-talet, men byggdes om 1781. Christian Simmelkier öppnade en skeppsfurneraraffär i huset 1809. Byggnaden förvärvades av Ove Elling Galschiøt 1823.
Restauratören Søren Fisker förvärvade byggnaden 1993. Bottenvåningen restaurerades därefter av experter från Danmarks nationalmuseum och öppnades 1995 som ett museum. År 2000 förvärvades fastigheten av Bjarne Rasmussen, som renoverade de övre våningarna och gjorde dem tillgängliga för museet. 

## Byggnaden
Mycket av den ursprungliga inredningen och möblerna i skeppsfurnerarens butikslokal har bevarats. Samlingarna har också kompletterats med föremål från andra, motsvarande verksamheter i Helsingör. Direkt intill butikslokalen på bottenvåningen finns skepparstugan (danska: Skipperstuen). Här kunde besökande fartygs kaptener äta, dricka och tillbringa tid, i avvaktan på att erhålla sina fakturor från Öresundstullen och få sina varor levererade. Genom skepparstugan kommer man vidare till tullkontoret, "Contoir", med bland annat ett skrivbord med plats för fyra kontorister. Skeppsklarerarens privatbostad en trappa upp visar hur ett burget hem i Helsingör kunde se ut mellan åren 1790 och 1850. Högst upp i huset fanns logi för kaptener, som väntade på att deras papper skulle bli klara och vindarna gynnsamma inför nästa seglats.

## Bryggeri

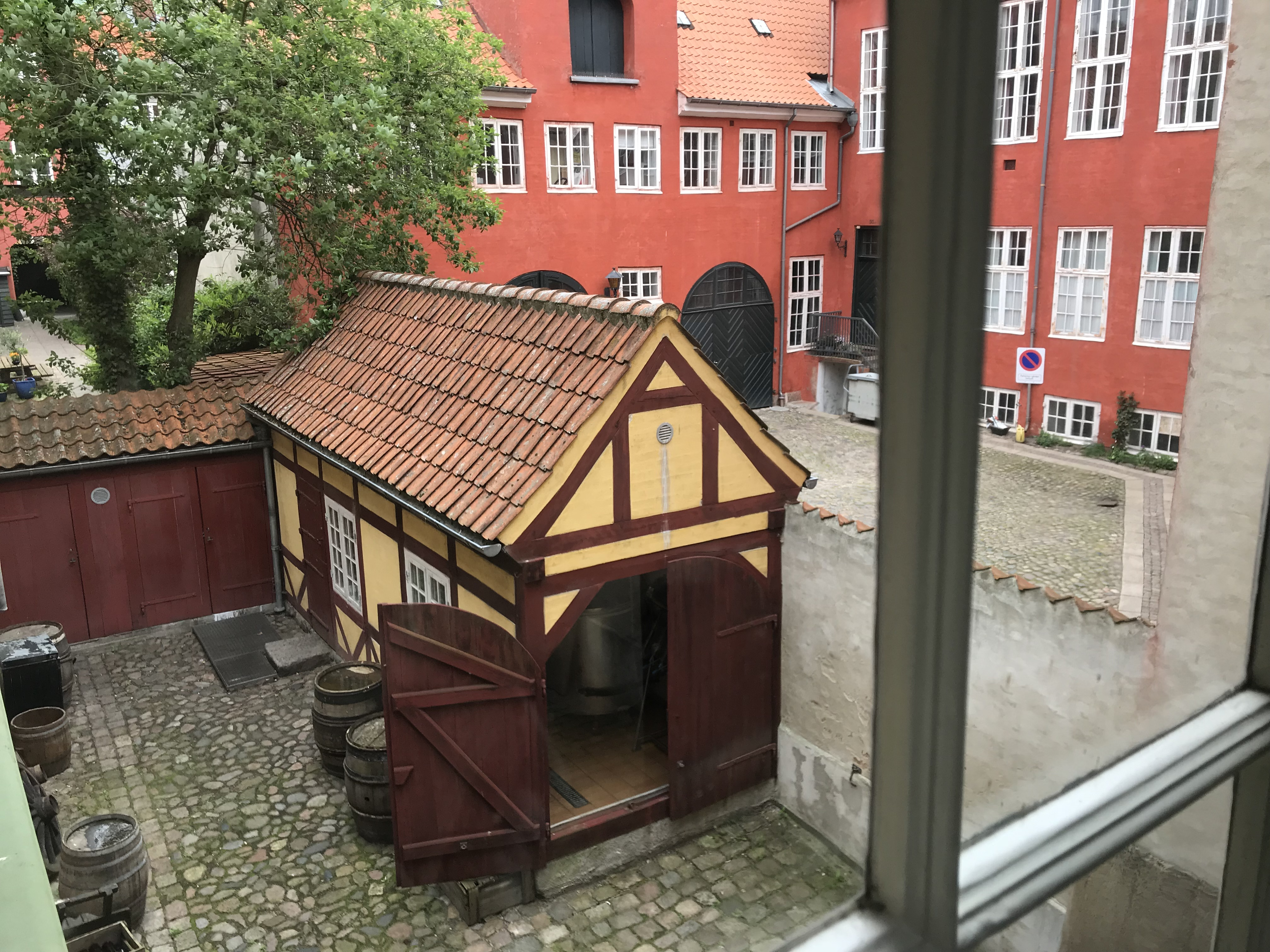
Wiibroes Venners mikrobryggeri på Skibsklarerergaardens bakgård.

Skibsklarergaarden var ursprungligen en långt större egendom än idag. Den sträckte sig ända fram till Stengade, nästa parallellgata till Strandgade. I Skibklarergaardens korsvirkesflygel i riktning mot Stengade fanns tidigare ett stort bryggeri, som hade lagerutrymmen i källaren till byggnaden vid Strandgade. En portgång leder vidare från Strandgade till en innergård med det tidigare bryggeriet.
Omkring 2011 kontaktade Skibsklarerergaarden Wiibroes Bryggeri för att få till stånd produktionen av en öl med specialetikett att saluföras i museibutiken. Sedan den 20 mars 2012 driver Mikrobryggeriet Wiibroes Venner ett mikrobryggeri på Skibsklarerergårdens innergård. Bryggeriet drevs till en början av det lokala Wiibroes Bryggeri, men den var inte lönsam, och därför skänkte Wiibroe bryggeriet till vänföreningen. Wiibroes Venner disponerade först endast en gårdsbyggnad på åtta kvadratmeter, som tidigare varit tvättstuga. Produktionen kom igång efter en större renovering och tillbyggnad till totalt drygt 24 kvadratmeter, inklusive lagerutrymmen.

## Bildgalleri

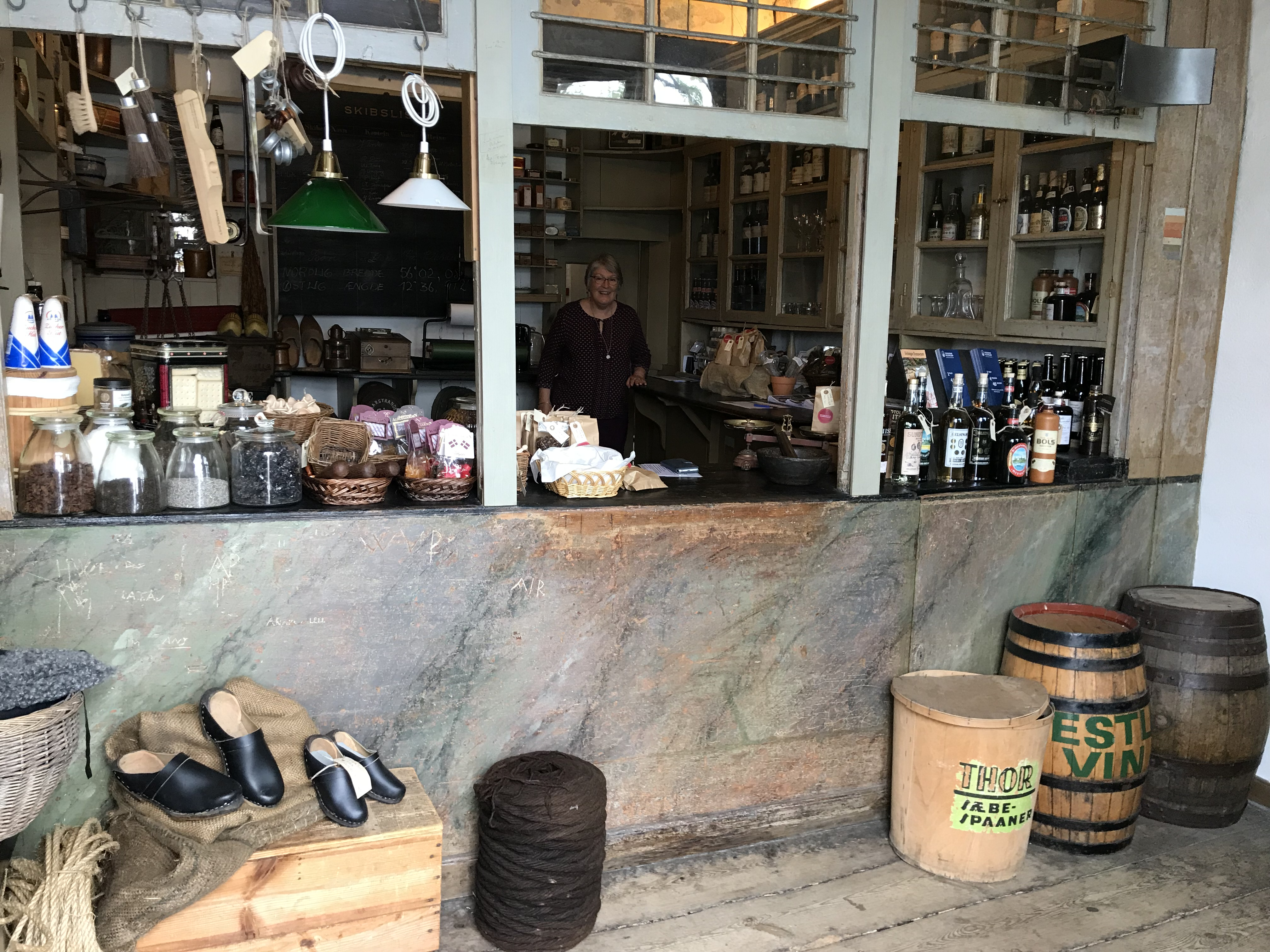
Skeppsfurnerarens butik.
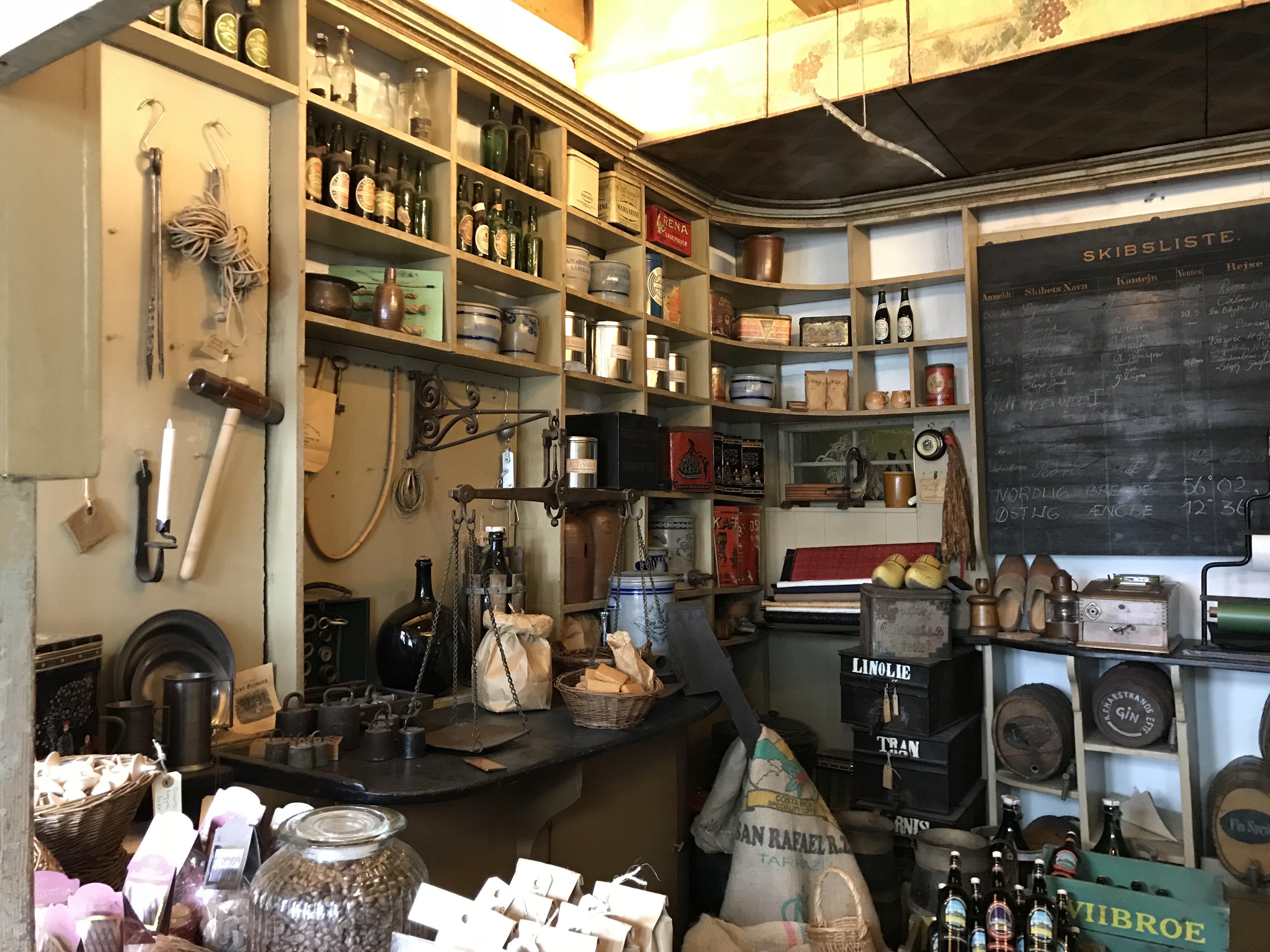
Skeppsfurnerarens butik.
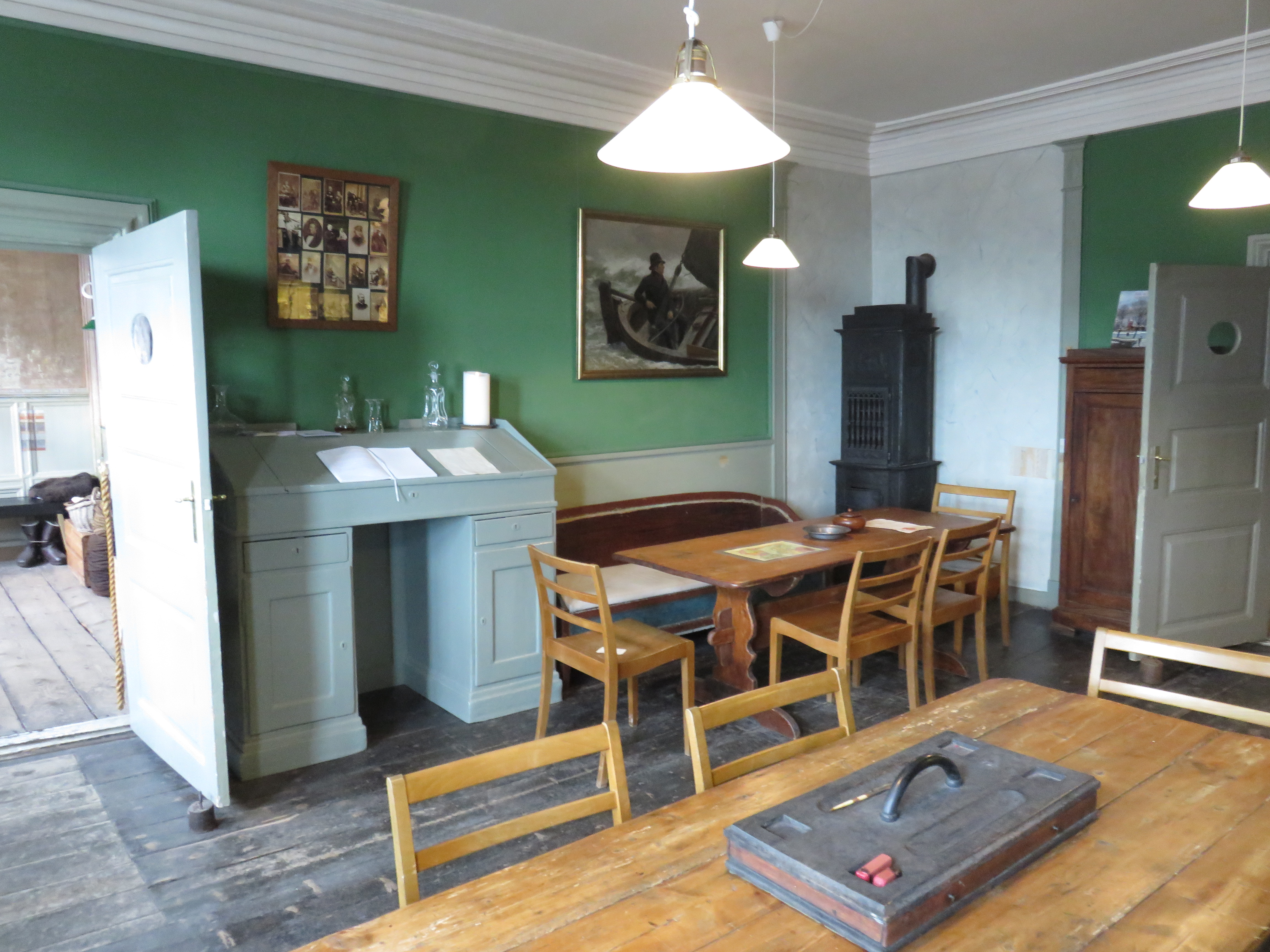
Skepparstugan. På vänster sida utgång mot butiken, på höger utgång mot tullkontoret.
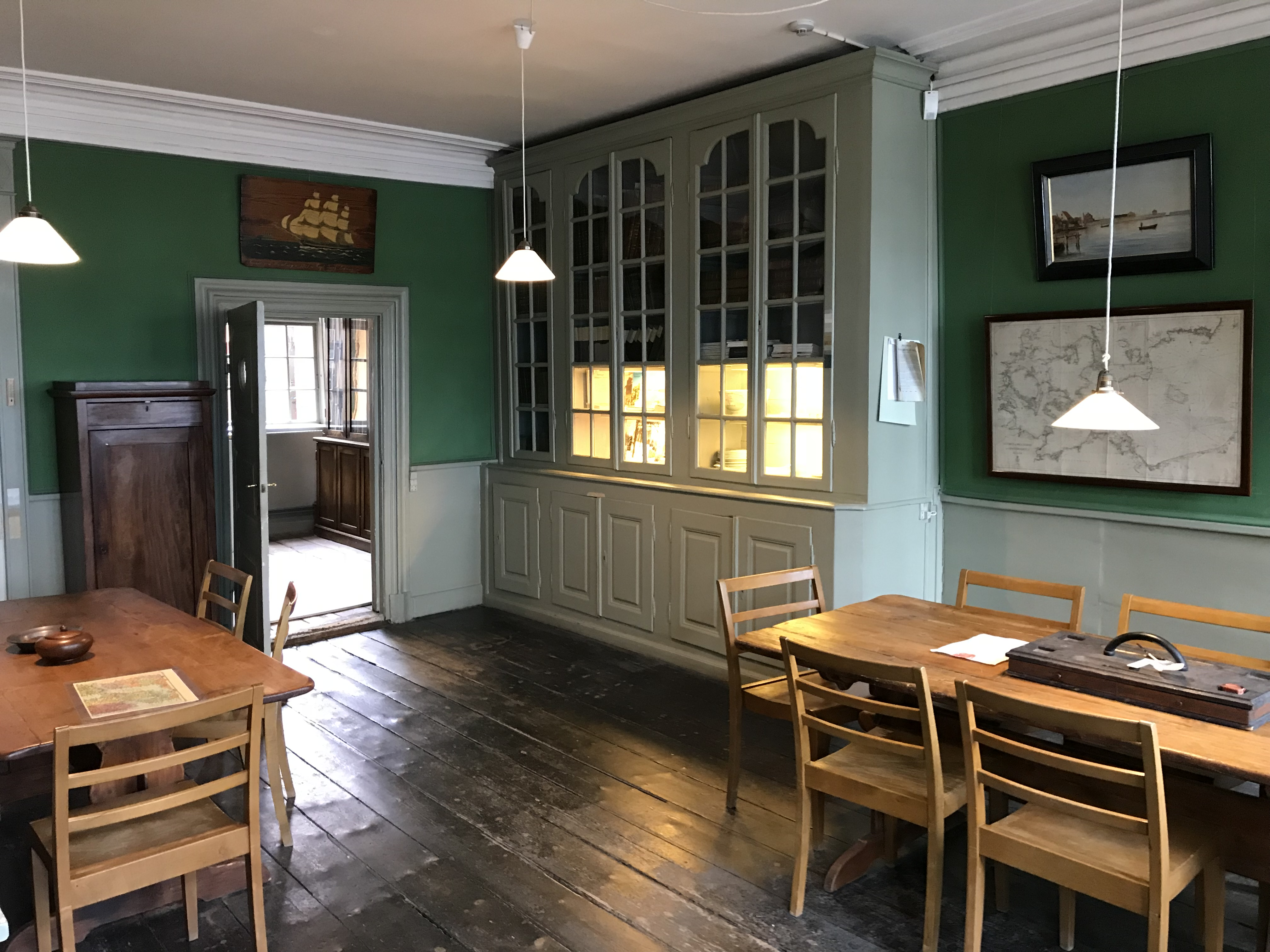
Skepparstugan. Dörren i fonden leder vidare till tullkontoret.
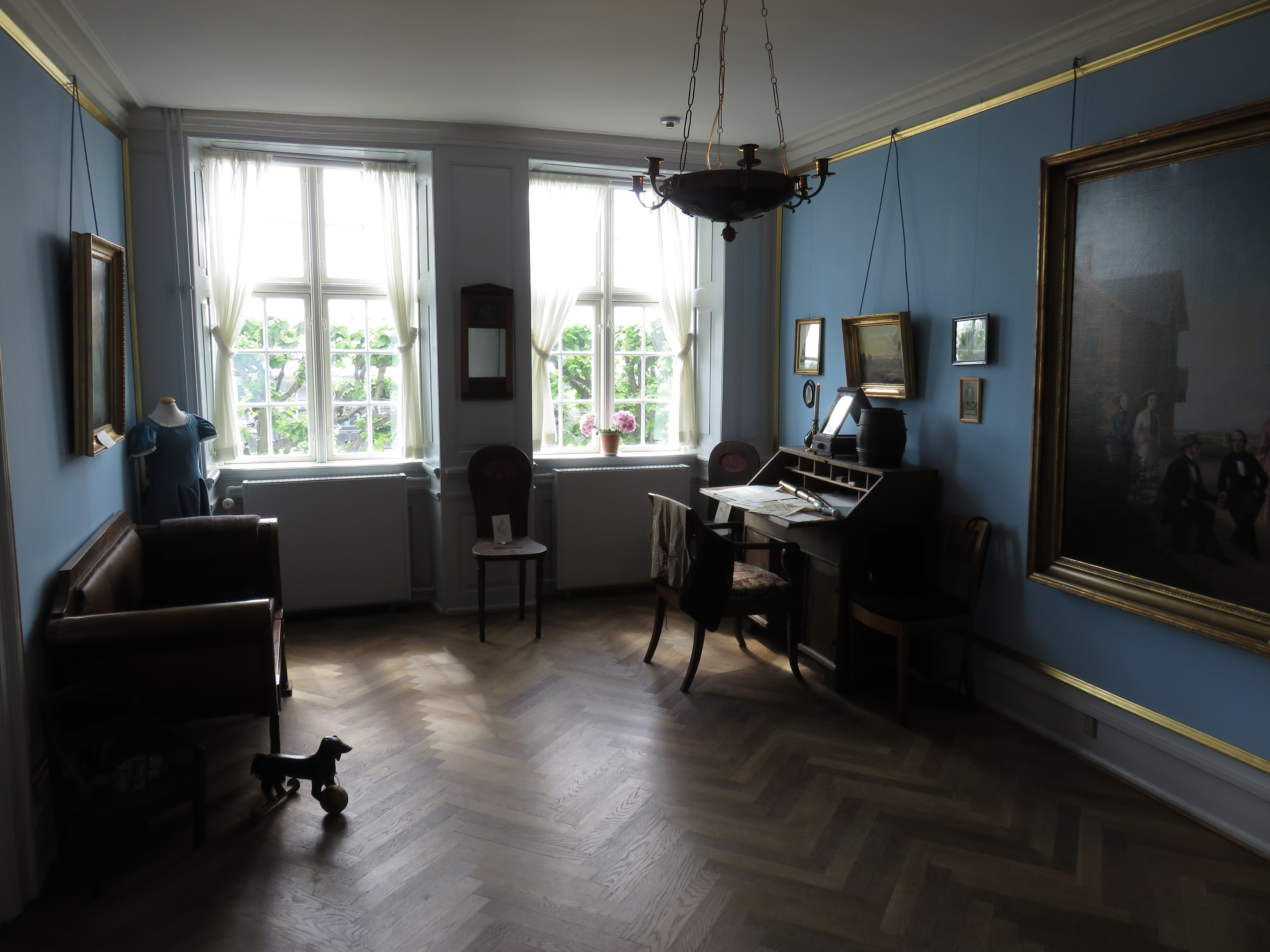
Blå salongen, del av skeppsklarerarens privatbostad på första våningen.
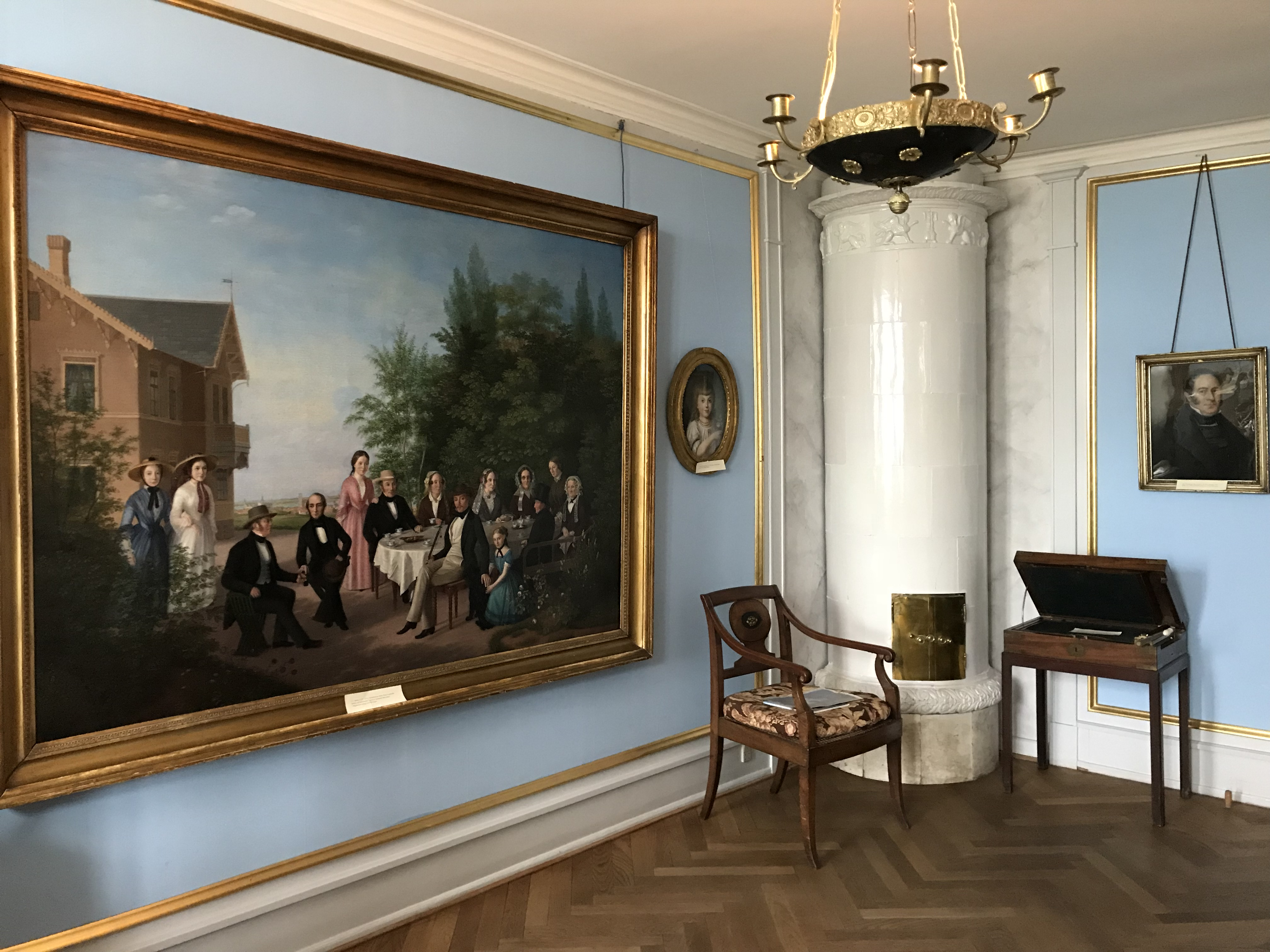
Till vänster porträtt av skeppsklareraren Johan Peter Lundwalls familj vid lantstället i Belvedere, målat av J.F. Møller (1797-1871).
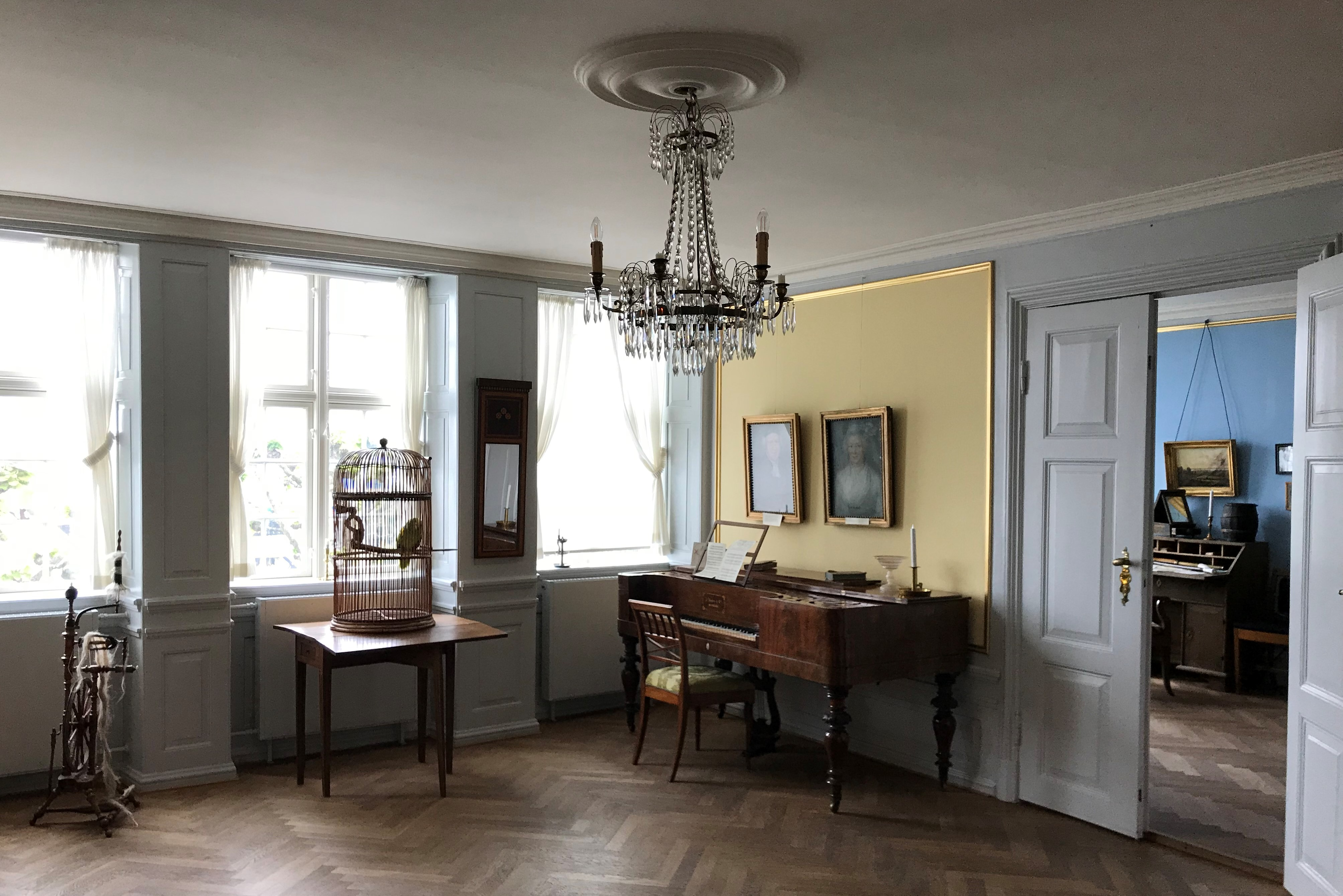
Gula salongen på första våningen.
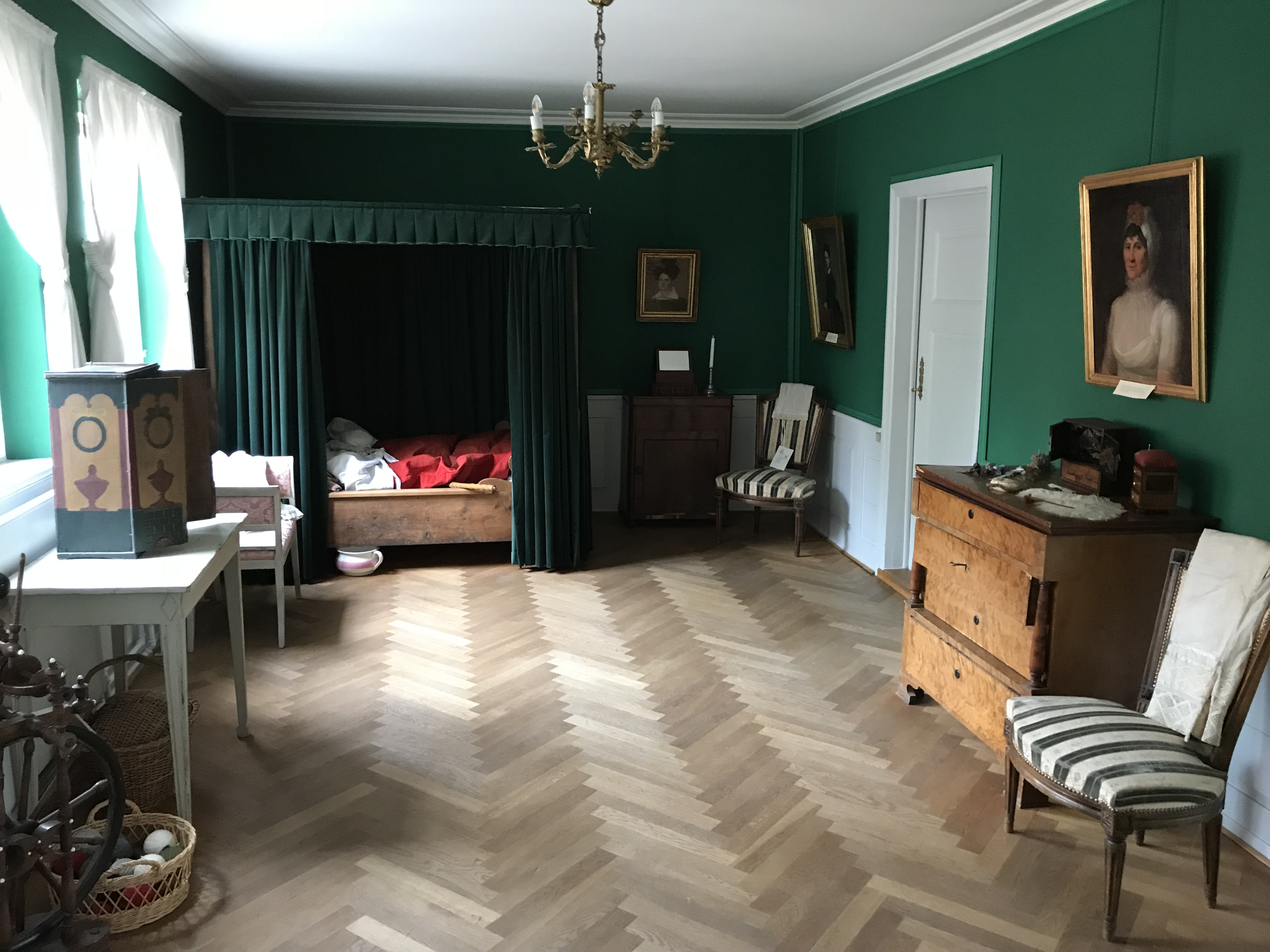
Ett sovrum på första våningen.
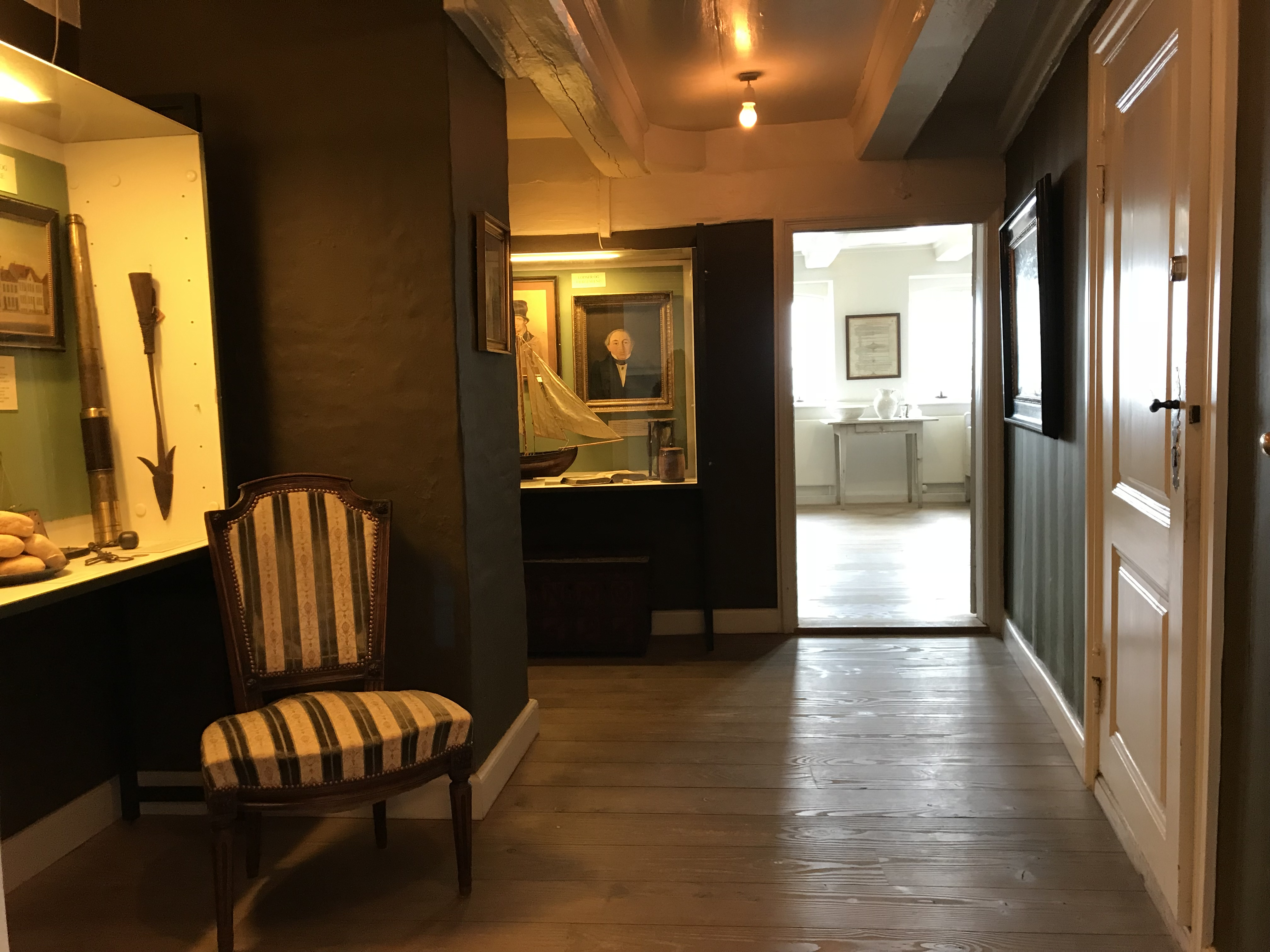
Korridor mot ett övernattningsrum, högst upp i huset.
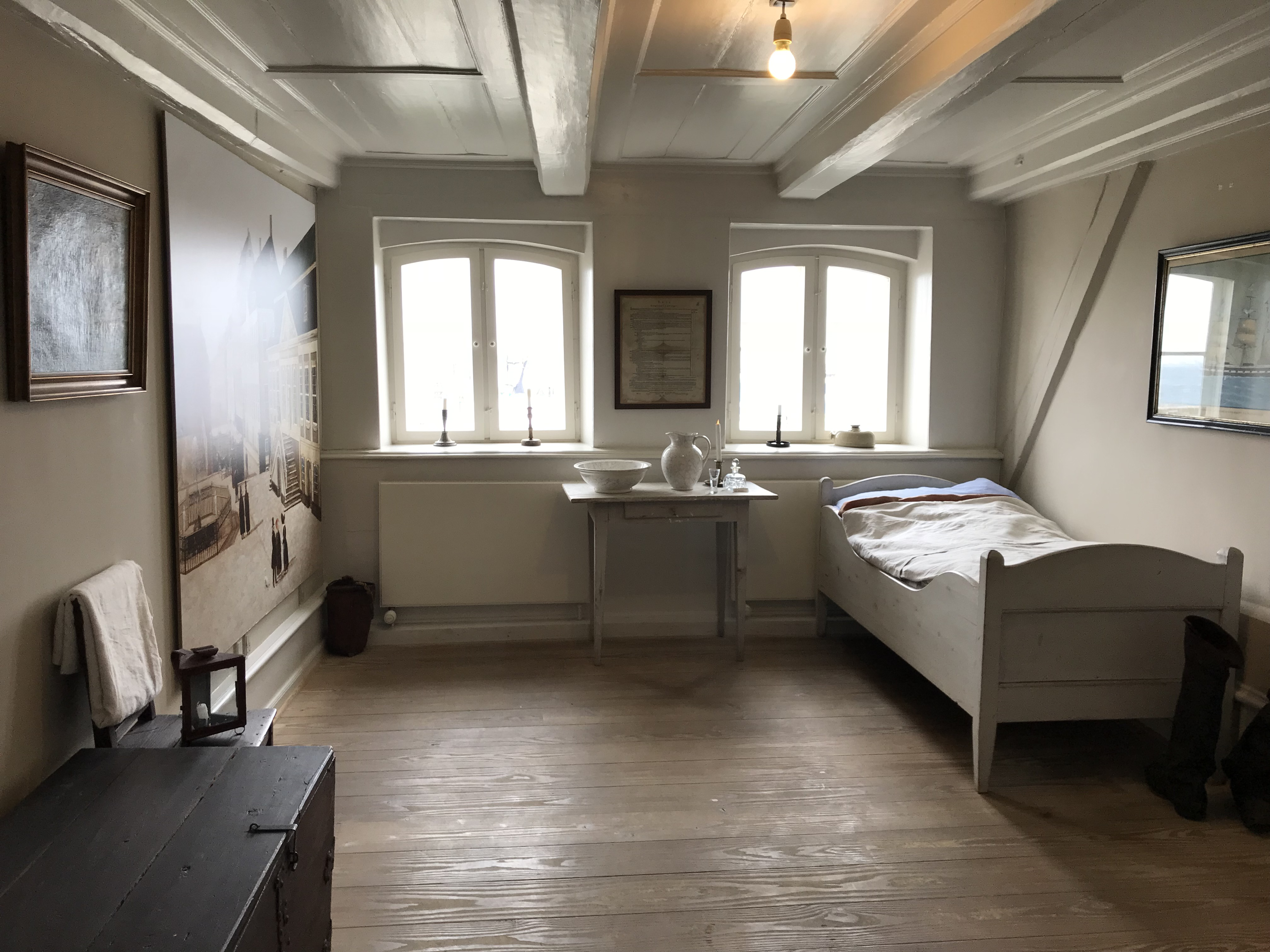
Övernattningsrum högst upp i huset.
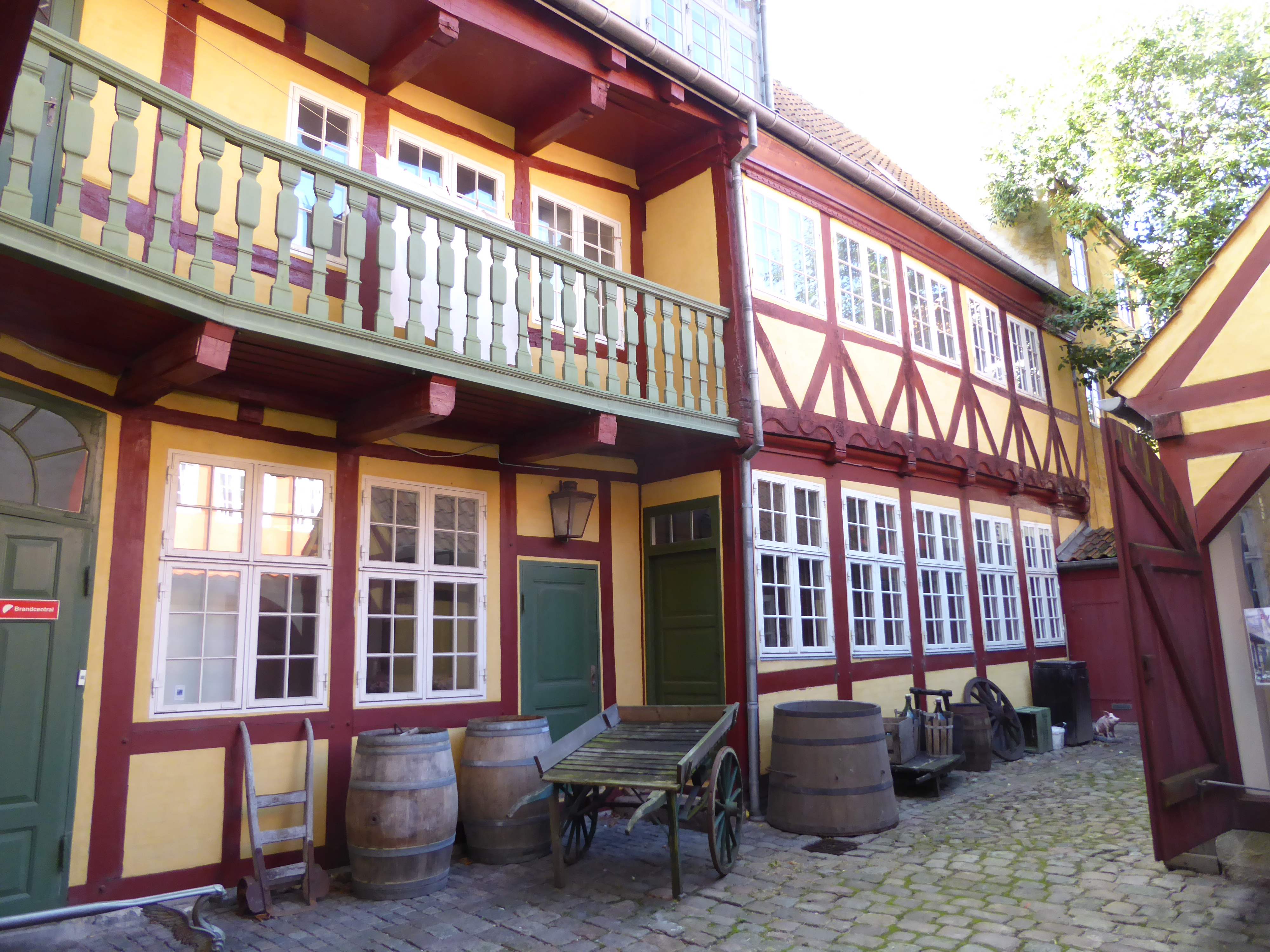
Bryggeriflygeln.